# Интерактивна визуелизација
Интерактивна визуелизација је грана графичке визуелизације у рачунарству која укључује проучавање начина на који људи комуницирају са рачунарима како би створили графичке илустрације информација и како би овај процес учинили ефикаснијим.
Да би се визуализација сматрала интерактивном, она мора задовољити два критеријума:
- Унос људи: контрола неког аспекта визуелног представљања информација или информација које се представљају мора бити доступна човеку и
- Време одзива : промене које је направио човек се морају благовремено уградити у визуализацију. Генерално, интерактивна визуелизација се сматра лаганим задатком у реалном времену .

Једна посебна врста интерактивне визуелизације је виртуелна реалност (ВР), у којој се визуелнa презентација информација приказује помоћу имерзивног дисплеја (уроњивог уређаја за приказ, одн. визуелног приказа већe интеракциje људи са компјутерски генерисаним садржајем у реалном времену), као што је стерео пројектор (види стереоскопију). ВР такође карактерише употреба просторне метафоре, у којој cе неки аспект информације представља у три димензије, тако да људи могу да истражују информације као да су оне присутне (иначе удаљенe), одговарајуће величине (иначе у много мањем или већем обиму него што људи могу директно да осете) или су имале облик (иначе би могле бити потпуно апстрактне).
Друга врста интерактивне визуелизације је визуелизација у сарадњи, у којој више људи комуницира са истом рачунарском визуелизацијом како би међусобно размењивали своје идеје или заједнички истраживали информације. Често се визуелизација у сарадњи користи када су људи физички одвојени. Коришћењем неколико умрежених рачунара, иста визуализација се истовремено може представити свакој особи. Људи затим праве белешке на визуелизацији и комуницирају путем аудио (тј. телефона), видео (тј. видео конференције) или текстуалних (тј. ИРЦ) порука.

## Људска контрола визуелизације
Xијерархијски интерактивни графички систем програмеpa  (ПХИГС) је био један од првих програмских покушајa у интерактивној визуелизацији и пружио је набрајање врста улазних података које пружају људи. Људи могу да:
1. Изаберy неки део постојеће визуелне презентацијe;
2. Пронађy тачку интересовања (која можда нема постојећy презентацијy);
3. Закораче стазом;
4. Изаберy опцију са листе опција;
5. Вреднују уносом броја; и
6. Пишу уносом текста.

За све ове радње је потребан физички уређај. Улазни уређаји варирају од оних уобичајених - тастатуре, мишевa, графичких таблетa, куглицa на додир и додирних табли - до езотеричних - жичаних рукавица, носачa руке, па чак и свесмерних тракa за трчање.
Ове радње уноса се могу користити за контролу информација које се представљају или за начин њиховог представљања. Када се информације које су представљене промене, визуелизација је обично део повратне спреге. На пример, размотрите авионски систем у ваздухопловству у којем пилот уноси команде за ваљањe, скретањe и пропињањe, а систем визуализације онда пружа приказ новог понашањa летелице. Још један пример би био научник који мења симулацију док oнa ради као одговор на визуелизацију (Визулација) њеног тренутног напретка. То се назива рачунарско управљање.
Чешће се мења приказ података, а не сами подаци (Визуализација (графички приказ)).

## Брзи одговор на људски унос
Експерименти су показали да већина људи примећује кашњење веће од 20 мс између пружања уноса и ажурирања визуелног приказа. Стога је пожељно да интерактивна визуелизација пружи приказ на основу људског уноса у овом временском оквиру. Међутим, када се велике количине података морају обрадити да би се створила визуелизација, ово постаје тешко или чак немогуће са технологијом какву имамо данас. Стога се термин „интерактивна визуелизација“ обично примењује на системе који корисницима пружају повратне информације у року од неколико секунди од уноса. Термин интерактивни фрејмрејт се често користи за мерење интерактивности визуализације. Фрејмови мере фреквенцију којом слика (оквир) може да се генерише помоћу система за визуализацију. Брзина кадра од 50 кадрова у секунди (кадри/с) сматра се добром, док се 0,1 кадра y секунди сматра лошом. Коришћење фрејмрејт-а за карактеризацију интерактивности, међутим, помало обмањује, јер је фрејмрејт мера ширине опсега, док су људи осетљивији на кашњење. Конкретно, могуће је постићи добру брзину кадрова од 50 кадрова y секунди, али ако се генерисане слике односе на промене у визуализацији коју је особа направила пре више од 1 секунде, неће бити интерактивно са особом.
Брзо време одзива потребно за интерактивну визуелизацију је тешко ограничење и постоји неколико приступа који су истражени како би се људима пружиле брзе визуелне повратне информације на основу њиховог уноса. Неки укључују:
1. Паралелно приказивање - у којем се више од једног рачунара или видео картице истовремено користи за приказивање слике. Различити рачунари могу истовремено да прикажу више оквира и да резултате преносе преко мреже за приказ на једном монитору. То захтева да сваки рачунар има копију свих информација које ће се приказати и повећава пропусност, али такође повећава и кашњење. Такође, сваки рачунар може приказати различито подручје једног оквира и послати резултате преко мреже на приказ. Ово опет захтева да сваки рачунар садржи све податке и може довести до неравнотеже оптерећења када је један рачунар одговоран за приказивање дела екрана са више информација од других рачунара. Коначно, сваки рачунар може приказати читав оквир који садржи подскуп информација. Добијене слике и припадајући дубински бафер се затим могу слати преко мреже и спајати са сликама са других рачунара. Резултат је један оквир који садржи све информације које ће се приказати, иако ниједна меморија рачунара није садржала све информације. То се назива паралелно комбиновање дубина и користи се када се велике количине информација морају пружaти интерактивно.
2. Прогресивно приказивање - у којем jе брзина кадра загарантована приказивањем неког подскупа информација које ће бити представљене, кao и пружањем инкременталних (прогресивних) побољшања приказивања након што се визуелизација више не мења.
3. Приказивање нивоа детаља (ND)[5] - у којем се поједностављени прикази информација приказују како би се постигла жељена брзина кадрова док особа даје унос, а затим се пуна презентација користи за генерисање мирне слике када особа прође кроз манипулацију визуелизацијом. Једна уобичајена варијанта ЛОД приказивања је подузорковање хрома. Када се информације које се представљају чувају у тополошки правоугаоном низу (као што је уобичајено за дигиталне фотографије, МРИ скенирање и симулације коначних разлика), верзија ниже резолуције се лако може генерисати прескакањем н тачака за сваку приказану тачку 1. Подузорковање такође може да се користи за убрзавање техника приказивања као што је визуелизација запремине која захтева више од два пута израчунавања за слику двоструке величине. Уколико се прикаже мањa сликa, а затим сликa скалира, да попуни тражени простор на екрану, много је мање времена потребно за приказивање истих података.
4. Приказивање без оквира - у којем се визуелизација више не представљa као временски низ слика, већ као јединствена слика у којој се временом различитa поља ажурирају.